# Ozero Kornja
Ozero Kornja (ryska: Озеро Корня) är en sjö i Belarus.   Den ligger i voblasten Vitsebsks voblast, i den norra delen av landet, 180 km norr om huvudstaden Minsk. Ozero Kornja ligger 139 meter över havet. Arean är 0,27 kvadratkilometer. Den sträcker sig 0,6 kilometer i nord-sydlig riktning, och 1,0 kilometer i öst-västlig riktning.
Trakten runt Ozero Kornja består till största delen av jordbruksmark. Runt Ozero Kornja är det glesbefolkat, med 18 invånare per kvadratkilometer.